# 伊藤隆偉
伊藤 隆偉（いとう たかひで、1963年〈昭和38年〉10月21日 - ）は、愛知県北設楽郡東栄町出身の元プロ野球選手（投手・右投右打）。
NPB時代は主にパシフィック・リーグ（パ・リーグ）の阪急ブレーブス（→オリックス・ブレーブス→オリックス・ブルーウェーブ）でプレー。先発・リリーフの双方で起用され、1995年にはオリックスのリーグ優勝に貢献したほか、1997年には先発投手として10勝を挙げた。

## 来歴・人物

### プロ入り前
中学で野球を始め、愛知県立本郷高校3年の夏は愛知大会5回戦で敗退。高校卒業後は社会人野球の東海理化に入団し、1985年の都市対抗大会に補強選手で出場した（登板はなし）。社会人時代はほとんど無名だったが、1987年のドラフト会議で阪急ブレーブスから4位を受けて入団。契約金は3,800万円、プロ1年目（1988年）の年俸は420万円（いずれも推定額）。

### NPB時代
1988年は即戦力として期待されたが、同年は一軍では登板できず、二軍（ウエスタン・リーグ）で12試合に登板（先発登板は6試合／3勝3敗・防御率5.95）したのみで終わった。ドラフト同期の伊藤敦規・山内嘉弘に先を越される格好となった。
1989年（推定年俸470万円）シーズンは一軍で34試合に登板（うち先発5試合・リリーフ29試合）して3勝4敗2セーブ・防御率4.46の成績を残し、同年オフには年俸が940万円（推定）に増額された。
1990年はチーム最多となる48試合に登板（うちリリーフ45試合）し、26試合で交代完了して首脳陣からの信頼を得た（同年は1勝3敗6セーブ・防御率4.72）。同年には東海理化時代に職場で知り合った5歳年下の女性と婚約し、同年12月に挙式。
1991年シーズン（推定年俸1,600万円）は中継ぎ投手として活躍し、28試合に登板して1勝0敗2セーブ（防御率4.90）の成績を残した。
1992年シーズン（推定年俸1,600万円）は抑え投手として8セーブポイントを挙げた。
1993年シーズン（推定年俸2,040万円）も野村貴仁とともに抑えとして活躍し、チーム最多の16セーブ（17セーブポイント）を挙げた。この2年間では高い奪三振率を記録し、防御率も2点台と安定した成績を残していた。
1994年シーズン（推定年俸3,500万円）はリリーフのみで29試合に登板し、3勝2敗4セーブ（防御率3.40）の成績を残した。
1995年シーズン（推定年俸4,000万円）は本格手に先発に転向し自己最多となる85投球回数・6勝を記録し、オリックスのリーグ優勝に貢献。また、同年6月25日の対日本ハムファイターズ戦ではプロ初完封勝利も記録した。
1996年シーズン（推定年俸4,000万円）は後半戦から戦列に合流。一軍戦ではわずか3試合の登板（未勝利）に終わったが、日本シリーズでは3試合で救援登板して6イニング無失点と好投し、日本一を決めた第5戦では勝利投手にもなった。
1997年シーズン（推定年俸3,200万円）は開幕こそリリーフでスタートしたが、4月20日から先発ローテーションの一角を担った。4月11日の対福岡ダイエーホークス戦で2年ぶりに勝利投手になり、5月6日の対千葉ロッテマリーンズ戦では完封勝利を記録。また7月 - 8月には5連勝を記録し、タフィ・ローズ（近鉄バファローズ）とともに同年7月のパ・リーグ月間MVPに選出された。同シーズンは初の2桁勝利となる10勝を挙げ、規定投球回にも到達した（パ・リーグ投手成績11位）。
1998年は年俸5,500万円となったが、同シーズンは開幕から4連敗し、5月31日の対西武ライオンズ戦で初勝利を挙げたが、シーズンを通じて負け越した。
1999年シーズン（推定年俸4,600万円）は佐藤義則の引退によりチームの投手陣で最年長となったが、同シーズン途中（6月8日付で発表）に柳沢裕一との交換トレードで読売ジャイアンツ（巨人）に移籍した。背番号は23。なお、このトレードから7年後の2006年11月6日に谷佳知と鴨志田貴司・長田昌浩の交換トレードが行われるまでの間、オリックスと巨人の間での交換トレードは行われていなかった。しかし移籍後に持病の左膝痛が再発し、またアイシング時のアレルギーもあってアイシングができず、二軍でも登板はなく、同年10月3日に巨人から戦力外通告を受ける。同年12月2日付でプロ野球コミッショナー事務局から自由契約選手として公示され、横浜ベイスターズの入団テストを受けたが、入団はできなかった。

### 引退後
2000年は台湾大聯盟 (TML) の台中媚登峰金剛でプレーし、同年限りで現役引退。引退後、2013年以降は西浦温泉観光協会（愛知県蒲郡市）で事務局長を務め、送迎バスの運転やイベントの調整、観光案内などを行っている。

## 選手としての特徴
フォークボールが武器で、速球には威力やキレがあった。現役時代はストレートと落差の大きいフォークで、毎年のように投球イニング数に近い奪三振数を記録していた。

## 詳細情報

### 年度別投手成績
| 年 度      | 球 団      | 登 板 | 先 発 | 完 投 | 完 封 | 無 四 球 | 勝 利 | 敗 戦 | セ 丨 ブ | ホ 丨 ル ド | 勝 率 | 打 者 | 投 球 回 | 被 安 打 | 被 本 塁 打 | 与 四 球 | 敬 遠 | 与 死 球 | 奪 三 振 | 暴 投 | ボ 丨 ク | 失 点 | 自 責 点 | 防 御 率 | W H I P |
| ---------- | ---------- | ----- | ----- | ----- | ----- | -------- | ----- | ----- | -------- | ----------- | ----- | ----- | -------- | -------- | ----------- | -------- | ----- | -------- | -------- | ----- | -------- | ----- | -------- | -------- | ------- |
| 1989       | オリックス | 34    | 5     | 0     | 0     | 0        | 3     | 4     | 2        | --          | .429  | 372   | 82.2     | 84       | 10          | 36       | 2     | 6        | 53       | 4     | 1        | 48    | 41       | 4.46     | 1.45    |
| 1990       | オリックス | 48    | 3     | 0     | 0     | 0        | 1     | 3     | 6        | --          | .250  | 370   | 82.0     | 95       | 9           | 32       | 2     | 2        | 78       | 8     | 0        | 46    | 43       | 4.72     | 1.49    |
| 1991       | オリックス | 28    | 1     | 0     | 0     | 0        | 1     | 0     | 2        | --          | 1.000 | 275   | 64.1     | 70       | 5           | 23       | 1     | 1        | 55       | 3     | 0        | 38    | 35       | 4.90     | 1.46    |
| 1992       | オリックス | 29    | 2     | 0     | 0     | 0        | 2     | 4     | 6        | --          | .333  | 249   | 57.1     | 55       | 4           | 20       | 0     | 4        | 54       | 4     | 1        | 23    | 19       | 2.98     | 1.31    |
| 1993       | オリックス | 33    | 0     | 0     | 0     | 0        | 1     | 3     | 16       | --          | .250  | 210   | 50.2     | 41       | 3           | 18       | 1     | 1        | 50       | 3     | 0        | 16    | 13       | 2.31     | 1.16    |
| 1994       | オリックス | 29    | 0     | 0     | 0     | 0        | 3     | 2     | 4        | --          | .600  | 223   | 55.2     | 50       | 5           | 16       | 0     | 1        | 46       | 0     | 0        | 21    | 21       | 3.40     | 1.19    |
| 1995       | オリックス | 18    | 13    | 1     | 1     | 0        | 6     | 2     | 0        | --          | .750  | 365   | 85.0     | 88       | 4           | 31       | 0     | 1        | 65       | 2     | 0        | 34    | 28       | 2.96     | 1.40    |
| 1996       | オリックス | 3     | 3     | 0     | 0     | 0        | 0     | 2     | 0        | --          | .000  | 75    | 18.1     | 13       | 2           | 6        | 0     | 1        | 18       | 2     | 0        | 9     | 9        | 4.42     | 1.04    |
| 1997       | オリックス | 26    | 22    | 1     | 1     | 0        | 10    | 7     | 0        | --          | .588  | 580   | 135.1    | 132      | 11          | 51       | 1     | 6        | 105      | 4     | 0        | 56    | 52       | 3.46     | 1.35    |
| 1998       | オリックス | 16    | 14    | 0     | 0     | 0        | 3     | 6     | 0        | --          | .333  | 337   | 72.2     | 78       | 11          | 37       | 0     | 8        | 64       | 1     | 0        | 40    | 38       | 4.71     | 1.58    |
| 1999       | オリックス | 4     | 0     | 0     | 0     | 0        | 0     | 0     | 0        | --          | ----  | 21    | 4.2      | 6        | 0           | 2        | 0     | 1        | 3        | 0     | 0        | 3     | 3        | 5.79     | 1.71    |
| 通算：11年 | 通算：11年 | 268   | 63    | 2     | 2     | 0        | 30    | 33    | 36       | --          | .476  | 3077  | 708.2    | 712      | 64          | 272      | 7     | 32       | 591      | 31    | 2        | 334   | 302      | 3.84     | 1.39    |

### 表彰
- 月間MVP：1回 （1997年7月）

### 記録
- 初登板・初勝利：1989年4月11日・対ロッテオリオンズ戦（川崎球場）、2回1死から救援登板、5回1/3無失点
- 初セーブ：1989年4月19日・対福岡ダイエーホークス戦（平和台野球場）、6回から救援登板、4回1失点
- 初完投・初完封：1995年6月25日・対日本ハムファイターズ戦（東京ドーム）、被安打3・奪三振8・四死球4

### 背番号
- 26 （1988年 - 1999年途中）
- 23 （1999年途中 - 同年終了）
- 17 （2000年）